# Trudna (Pristina)
Pour les articles homonymes, voir Trudna.
Trudë en albanais et Trudna en serbe latin (en serbe cyrillique : Трудна) est une localité du Kosovo située dans la commune/municipalité de Pristina, district de Pristina (Kosovo) ou district de Kosovo (Serbie). Selon le recensement kosovar de 2011, elle compte 694 habitants, dont 693 Albanais.

## Démographie

### Évolution historique de la population dans la localité
| 1948 | 1953 | 1961 | 1971 | 1981 | 1991 | 2011 |
| ---- | ---- | ---- | ---- | ---- | ---- | ---- |
| 181  | 187  | 263  | 389  | 547  | 611  | 694  |

|  |